# Villasabariego
Villasabariego település Spanyolországban, León tartományban. Lakosainak száma 1148 fő (2024).

## Földrajza
Villasabariego Valdefresno, Vegas del Condado, Gradefes, Valdepolo, Mansilla de las Mulas, Mansilla Mayor és Villaturiel községekkel határos.

## Népesség
A település lakosságának változását az alábbi diagram mutatja:
| Lakosok száma | 1245 | 1182 | 1254 | 1240 | 1248 | 1195 | 1152 | 1121 | 1127 | 1148 |
|               | 2001 | 2004 | 2007 | 2009 | 2012 | 2014 | 2017 | 2019 | 2022 | 2024 |